# Tabanus concolor
Tabanus concolor är en tvåvingeart som beskrevs av Walker 1848. Tabanus concolor ingår i släktet Tabanus och familjen bromsar. Inga underarter finns listade i Catalogue of Life.